# Kolontár-Dammbruch

Karte der Gemeinden am Bach Torna

Der Kolontár-Dammbruch war eine Umweltkatastrophe, die sich am 4. Oktober 2010 bei Kolontár in Westungarn ereignete. Infolge dieses Unfalls wurden 150 Menschen verletzt, zehn starben. 40 Quadratkilometer wurden in Mitleidenschaft gezogen, als rund eine Million Kubikmeter Rotschlamm das Land überschwemmte.

## Ablauf
Gegen 12:25 Uhr brach der Damm eines Deponiebeckens der Aluminiumhütte MAL AG (Magyar Alumínium) in Ajka, das zur Lagerung von Rotschlamm verwendet wurde. In der Folge traten schätzungsweise 600.000 bis 1,1 Millionen Kubikmeter des ätzenden und schwermetallhaltigen Schlamms aus. Der Schlamm gelangte in den Hochwasser führenden Bach Torna und überflutete mit Wellen in einer Höhe von 1–2 Metern die entlang des Baches gelegenen Gemeinden Kolontár, Devecser, Somlóvásárhely, Tüskevár, Apácatorna und Kisberzseny. Zehn Menschen starben an den Folgen der Schlammflut, 150 Personen wurden verletzt, 400 Menschen mussten in Sicherheit gebracht werden. In den betroffenen Komitaten Veszprém, Vas und Győr wurde der Notstand ausgerufen. Nach Regierungsangaben erreichte die Schlammflut 40 Wohngebäude und zwei Gemeindegebäude in zwei Straßen von Kolontár sowie 244 Wohnhäuser in insgesamt 19 verschiedenen Straßen in Devecser und 14 Wohnhäuser in Somlóvásárhely. Eine Fläche von etwa 40 Quadratkilometern war direkt von den ausgetretenen Schlammmassen betroffen. Fauna und Flora auf diesem Gebiet wurden sehr stark geschädigt.
Am 9. Oktober wurde vom Leiter des regionalen Katastrophenschutzes die sofortige Evakuierung des ganzen Dorfes Kolontár angeordnet, da der nördliche Damm des Schlammlagerbeckens komplett einzustürzen drohte. Notfalls müssten auch die Nachbardörfer komplett geräumt werden. Am 10. Oktober bezeichnete das ungarische Umweltministerium einen weiteren Dammbruch als unausweichlich.
Am 10. Oktober meldete die Wiener ZAMG, dass zwar auf Grund der Wetterlage auch Luft nach Ostösterreich geweht werde. Dadurch, dass die Giftstoffe im feuchten Schlamm gebunden seien, wäre aber eine Kontamination der Luftmassen nicht zu befürchten gewesen.

### Maßnahmen
In der betroffenen Region kämpften 500 Helfer des Katastrophenschutzes und der Ungarischen Streitkräfte mit Schutzkleidung und Atemmasken gegen die Ausbreitung der Umweltkatastrophe. Neben Wasser zur Verdünnung wurde zur Neutralisation auch Salzsäure verwendet. So hat BorsodChem 150.000 Liter Salzsäure zur Verfügung gestellt. Um eine weitere Verbreitung der Schlammmassen flussabwärts zu verhindern und sie zu binden, wurden von den Einsatzkräften bis Dienstag etwa 1.000 Tonnen Gips in den Fluss Marcal gekippt. Aus Sicherheitsgründen sollte auch der Rotschlamm in einem angrenzenden weiteren Deponiebecken mit Säure neutralisiert und abgesaugt werden. Ersten Schätzungen der ungarischen Regierung zufolge wurde die Zeit für die Aufräumungsarbeiten mit mehrere Monate prognostiziert.
Die ungarischen Behörden leiteten ein Strafverfahren wegen Fahrlässigkeit gegen unbekannt ein. Dokumente der Firma MAL AG wurden beschlagnahmt. Die Unternehmensleitung und einzelne Mitarbeiter des Unternehmens wurden von der Polizei befragt. Am Tag nach dem Unfall musste die MAL AG auf Anordnung des Umweltstaatssekretärs Zoltán Illés die Aluminiumproduktion in der Fabrik bei Ajka einstellen.
Nachdem am 7. Oktober 2010 der erhöhte pH-Wert bereits an der Moson-Donau festgestellt worden war, ordnete auch die Slowakei Wasserproben der Donau an, die täglich dreimal erfolgen mussten.
Am gleichen Tag ersuchte Ungarn um 19:36 Uhr in Form des EU-Zivilschutz-Mechanismus auch die EU um Hilfe. Diese Anfrage wurde durch das Beobachtungs- und Informationszentrum der Europäischen Union an alle beteiligten Mitgliedsstaaten weitergeleitet. Daraufhin wurden fünf Experten aus Belgien, Deutschland, Frankreich, Österreich und Schweden nach Ungarn entsandt. Allerdings war nicht vorgesehen, Ungarn durch EU-Gelder zu unterstützen, da diese Katastrophe nicht als Naturkatastrophe einzustufen war.
Anschließend an einen Besuch der Unglücksstelle erklärte der Ministerpräsident Viktor Orbán, dass die betroffenen Orte großteils nicht mehr bewohnbar gemacht werden können und neue Siedlungen für die betroffene Bevölkerung angedacht sind, während das kontaminierte Gebiet wohl ohne Reinigungsversuche auf Dauer als Denkmal eingezäunt werden müsse.
Die Behörden teilten im Februar 2011 mit, dass die Hälfte des kontaminierten Gebietes vom Schlamm befreit sei. Die rund 400 Kubikmeter Schlamm sollen sich in einem anderen Becken befinden, um mit Wirkstoffen neutralisiert zu werden. Allerdings meldete Greenpeace eine illegale Ableitung der MAL AG, über die weiterhin Rotschlamm in einen Bach abgeleitet werde. Das Umweltbundesamt in Wien stellte bei Untersuchungen massive Grenzwertüberschreitungen vor allem bei Arsen, Aluminium und organischem Kohlenstoff fest. Weder wurde das alte Becken repariert noch hätte das neue Becken freie Kapazitäten für Lagerungen, wurde kritisiert. Kritisiert wurde und wird der Staat aber auch, dass ein Katastrophenschutzgesetz bewusst außer Kraft gesetzt wurde, um dieses Vorgehen zu legalisieren. Außerdem wurden zahlreiche Vorschriften der EU nicht in nationales Recht umgesetzt, sodass auch von dieser Seite Mitschuld des ungarischen Staates festgestellt wurde.

### Opfer und Schäden
Ungeklärt war, ob MAL für entstandene Schäden haftbar gemacht werden kann. Wie die Zeitung Pester Lloyd berichtete, wurden schon die Kosten für die Aufräumarbeiten allein auf 35 Millionen Euro geschätzt, das Unternehmen sei jedoch nur mit höchstens 35.000 Euro für den Schadensfall versichert gewesen. Zunächst wurde den Anwohnern lediglich eine Soforthilfe von 350 Euro pro Person gewährt.
Die geborgenen Todesopfer waren überwiegend in den Schlammmassen erstickt. Ein 35-jähriger Mann ist in seinem Fahrzeug ums Leben gekommen, nachdem sein Auto von der Schlammwelle mitgerissen worden war. Die meisten der 123 verletzten Personen, darunter zehn Schwerverletzte, sind wegen Verätzungen und Augenverletzungen in Krankenhäuser eingeliefert worden.
Der durch das betroffene Gebiet fließende Bach Torna mündet in den Fluss Marcal. Der Rotschlamm hatte innerhalb weniger Stunden den Fluss Marcal erreicht. In den betroffenen Gewässern wurde ein Fischsterben beobachtet. Die Marcal mündet bei Karakó in die Raab, die wiederum bei Győr in die Donau mündet. Schäden im Gebiet des Westtransdanubischen Trinkwasserreservoires und eine weitere Ausbreitung der Schlammmassen weiter flussabwärts bis hin zur Donau wurden befürchtet.
Am 7. Oktober wurden bereits leichte pH-Wert-Erhöhungen an der Mündung der Raab in die Moson-Donau (die erst nach Passieren der Kleinen Schüttinsel in die Donau fließt) gemessen, während sich die Rotfärbung soweit verdünnt hatte, dass sie mit bloßem Auge nicht sichtbar war. Allerdings trieben weiterhin tote Fische an der Wasseroberfläche.
Auch einen Monat später führte der Marcal auch in 20 km Entfernung noch immer große Mengen an Rotschlamm, obwohl es in der Zwischenzeit große Anstrengungen gab, das Gelände von Bewuchs und Büschen zu reinigen.

### Rotschlamm
Welche Substanzen der ausgelaufene Rotschlamm enthielt, war zunächst unklar. Grundsätzlich enthält Rotschlamm die im Bauxit-Erz enthaltenen Fremdstoffe. Die charakteristische rote Farbe erhält Rotschlamm aufgrund seines Hauptbestandteils Eisen(III)-oxid. Darüber hinaus gab die Firma MAL AG Aluminiumoxid, Siliciumdioxid (in der Form von Natriumaluminiumsilicat oder Calciumaluminiumsilicat), Calciumoxid, Titandioxid und Natriumoxid als Bestandteile an. Außerdem kann Rotschlamm auch Schwermetalle wie Arsen, Blei, Cadmium, Chrom, Vanadium oder Quecksilber enthalten. Nach von Greenpeace in Auftrag gegebenen Analysen enthielt ein Kilogramm Trockenmasse des ausgetretenen Rotschlamms 110 Milligramm Arsen, 1,3 Milligramm Quecksilber sowie 660 Milligramm Chrom. Dadurch ergibt sich – nach „sehr vorsichtigen Schätzungen“ – hochgerechnet auf die Gesamtmenge des ausgetretenen Materials eine Arsenmenge von rund 50 Tonnen. Die Wasseranalyse einer aus einem oberflächlichen Kanal in Kolontar gezogenen Probe durch ein ungarisches Labor zeigte einen Arsengehalt von 0,25 Milligramm/l. Ein Elementanalyse des österreichischen Umweltbundesamtes ergab, dass sich der Rotschlamm aus insgesamt 38 chemischen Elementen zusammensetzt, darunter auch Cadmium (7 mg/kg), Nickel (270 mg/kg) und Antimon (40 mg/kg).
Der Verdacht einer Kontaminierung der betroffenen Gebiete mit den eventuell im Schlamm enthaltenen radioaktiven Elementen Radium und Thorium wurde nicht bestätigt, die darauf beruhende Strahlung ist vernachlässigbar im Vergleich zur natürlichen Hintergrundstrahlung.
In einer Stellungnahme auf der Unternehmenswebsite verwies die Firma MAL Magyar Alumínium darauf, dass der Rotschlamm entsprechend der Einordnung nach dem europäischen Abfallartenkatalog (EAK-Nr. 010309) nicht als gefährlicher Abfall gelte.
Unabhängig von der tatsächlichen Zusammensetzung und den darüber im Unternehmen vorhandenen Kenntnissen besteht jedoch die Gefahr von Verätzungen. Durch das prozessbedingte Vorhandensein von Natronlauge weist der Schlamm einen hohen pH-Wert auf. Gemessen wurden pH-Werte bis 13.

## Aufklärung

### Ursachen
Die Tatsache, dass rund eine Million Kubikmeter Schlamm aus dem Deponiebecken ausgetreten sind, obwohl – wie das österreichische Umweltministerium bekannt gab – der Schutzplan der Aluminiumfabrik für lediglich 300.000 Kubikmeter Rotschlamm ausgelegt war, stärkte den Verdacht, dass im Speicher mehr Rotschlamm gelagert gewesen sein könnte, als erlaubt. Die Betreiberfirma dementierte Berichte, wonach das Becken zu voll gewesen sein soll. Seitens der Firma hieß es, man habe den Schlamm sachgerecht und den EU-Vorschriften entsprechend gelagert. Der ungarische Premierminister Viktor Orbán sprach davon, dass menschliches Versagen die Schlammflut verursacht habe und nicht die schon zuvor in der Region herrschenden Überschwemmungen.
Nach ersten Meldungen löste der Bruch eines Bunkers für giftige Abwässer einen Abwasserschwall aus, der durch heftige Wellen den Damm bersten ließ.
Bereits im Juni 2010 sollen bei Luftaufnahmen Risse und Schwachstellen im Damm des Speichersystems festgestellt worden sein. Nach Zusicherung von MAL, dass die Kontrollen regelmäßig erfolgen, sah man von weiteren Luftaufnahmen ab.

### Haftungsfragen und Entschädigungen
Während MAL eine Entschädigung pro Familie von ungefähr 400 Euro angeboten hat, hat auch der amerikanische Investor George Soros über einen Fonds eine Million Dollar an die ungarische Regierung für den Wiederaufbau der betroffenen Orte gespendet. Auch zahlreiche private Sachspenden trafen ein, beispielsweise aus dem Burgenland, die über das Baustoffunternehmen Leier, das ein Werk im betroffenen Devecser betreibt, organisiert wurden. Am 9. Oktober 2010 wurde die Einrichtung eines zentralen Hilfsfonds der ungarischen Regierung bekannt gegeben. Ebenso wurde eine offizielle Website eingerichtet, um den Informationsfluss besser koordinieren zu können.
Mitte November 2010 wiederum wollten Bewohner von Devecser als Protest die durch den Ort führende Fernverkehrsstraße sperren, da ihnen nach wie vor kein Schadenersatz zugesagt wurde. Diese Aktion wurde aber mit der Begründung des geltenden Notstandes untersagt.
Im Januar 2011 veröffentlichte die EU ein im Oktober erstelltes Gutachten. Nach diesem wurde ein Großteil des Verschuldens auch den ungarischen Behörden angelastet, da sie den Rotschlamm nicht als Sondermüll klassifiziert hatten. Außerdem hätte Ungarn die EU-Richtlinien, im Speziellen die Richtlinie 2006/21/EC (Bergbauabfall-Richtlinie) nicht in das nationale Recht übertragen. Dadurch könnten auch staatliche Haftungen zum Tragen kommen. Dies sollte aber erst im März 2011 festgestellt werden.
Im Herbst 2011 wurde dem Aluminiumunternehmen eine Geldbuße von 500 Millionen Euro auferlegt, und ein Gericht in Budapest stellte Anfang 2013 rechtskräftig fest, dass das Unternehmen für die Schäden haftet. Damit sollten auch Reparaturen an den insgesamt 49 km² verseuchten Erdreich durchgeführt werden. Da das Unternehmen die Geldbuße nicht zahlte, wurde es verstaatlicht. Der Staat hat zwar einen Kompensationsfonds eingerichtet, doch viele Betroffene warten noch auf ihre Entschädigung.

### Strafrechtsprozess
Am 11. Oktober 2010 wurde der Vorstandschef Zoltán Bakonyi, der auch Miteigentümer der MAL war, verhaftet. Gleichzeitig wurde MAL unter Regierungsaufsicht gestellt. Die Verhaftung wurde teilweise aber auch unter einem politischen Blickwinkel gesehen, da Bakonyis Vater, wie die beiden anderen Miteigentümer auch als „Privatisierungsgewinner im Dunstkreis der sozialistischen Partei“ gelten. Er wurde bereits zwei Tage später wieder auf freien Fuß gesetzt.
Ende Januar 2016 wurden Zoltán Bakonyi und 14 Angestellte in erster Instanz „mangels einer Straftat“ von den Vorwürfen der Vernachlässigung, Verletzung des Abfallwirtschaftsgesetzes und Umweltverschmutzung freigesprochen. Schuld am Dammbruch trage allein die Natur, so das Veszprémer Gericht in seiner Urteilsbegründung. Die Staatsanwaltschaft ging daraufhin in Berufung und das Urteil wurde vom Gericht in Győr am 6. Februar 2017 aufgehoben. Es sei nicht erkennbar, auf welcher Grundlage das erstinstanzliche Gericht zu seiner Entscheidung gekommen sei – aufgetretenen Widersprüchen sei im Verfahren nicht nachgegangen worden, so die Berufungsrichterin.
Die Wiederholung des Prozesses in erster Instanz begann im Dezember 2017 in Győr. Am 5. Februar 2019 wurden zehn von den 15 Angeklagten verurteilt. Die damaligen Chefs der MAL AG wurden als Erst- und Zweitangeklagte zu zwei Jahren und sechs Monaten bzw. zwei Jahren unbedingter Haft verurteilt. Die übrigen Verurteilten erhielten Bewährungs- oder Geldstrafen.
Am 13. Dezember 2019 wurden am Gerichtshof in Győr die Urteile teilweise abgeändert. Bei sieben Angeklagten wurde die Strafe verschärft. Der ehemalige Geschäftsführer wurde zu vier Jahren, der ehemalige technische Direktor zu drei Jahren sowie der ehemalige Leiter der Hydratproduktion zu zweieinhalb Jahren unbedingter Haft verurteilt. Die Rechtsanwältin Erzsébet Kadlót legte später als Vertreterin des Hauptangeklagten, dem ehemaligen Geschäftsführer des Unternehmens, Verfassungsbeschwerde gegen das Urteil beim Verfassungsgericht ein. Am 13. Juni 2022 wiesen die Verfassungsrichter die Verfassungsbeschwerde ab.

## Nachwirkungen
Am 15. Oktober 2010 nahm das Aluminiumwerk entgegen zahlreicher kritischer Stimmen auch auf Druck der Gewerkschaften seine Produktion wieder auf. Ebenso wurde am gleichen Tag die Evakuierung von Kolontár wieder aufgehoben und die Bewohner durften wieder in ihre Häuser.
Bis zum 18. Oktober 2010 waren nach Kolontár 374 der 690 evakuierten Personen wieder zurückgekehrt. Im Ort wurden neben weiteren Patrouillen durch die Polizei auch Kameras und Bewegungsmelder gegen Plünderungen installiert. Zahlreiche Experten anderer Staaten oder NGOs nahmen eigene Messungen vor, um die Belastungen durch den Staub festzustellen, nachdem offizielle Stellen nach wie vor von Belastungen unter den Grenzwerten sprachen.
Der Notstand über die drei Komitate wurde von den Behörden bis Ende 2010 verlängert. Gleichzeitig wurde die Produktion der MAL aber wieder gestartet. Der neuerlich auftretende Rotschlamm sollte ab 28. Oktober 2010 in ein neues unbenutztes aber untersuchtes Becken laufen.
Auch Anfang November 2010 waren die drei Orte noch Sperrgebiet, so dass nur Räumpersonal, Bewohner und anderes Versorgungspersonal vor Ort durften; Journalisten war der Zutritt verboten. Vom Roten Kreuz wurde erklärt, dass die Bevölkerung noch sehr lange auf fremde Hilfe angewiesen sein werde.

## Bilder

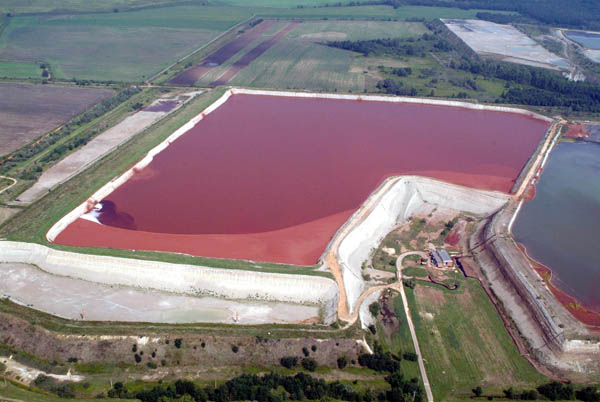
Rotschlammbecken (2007)
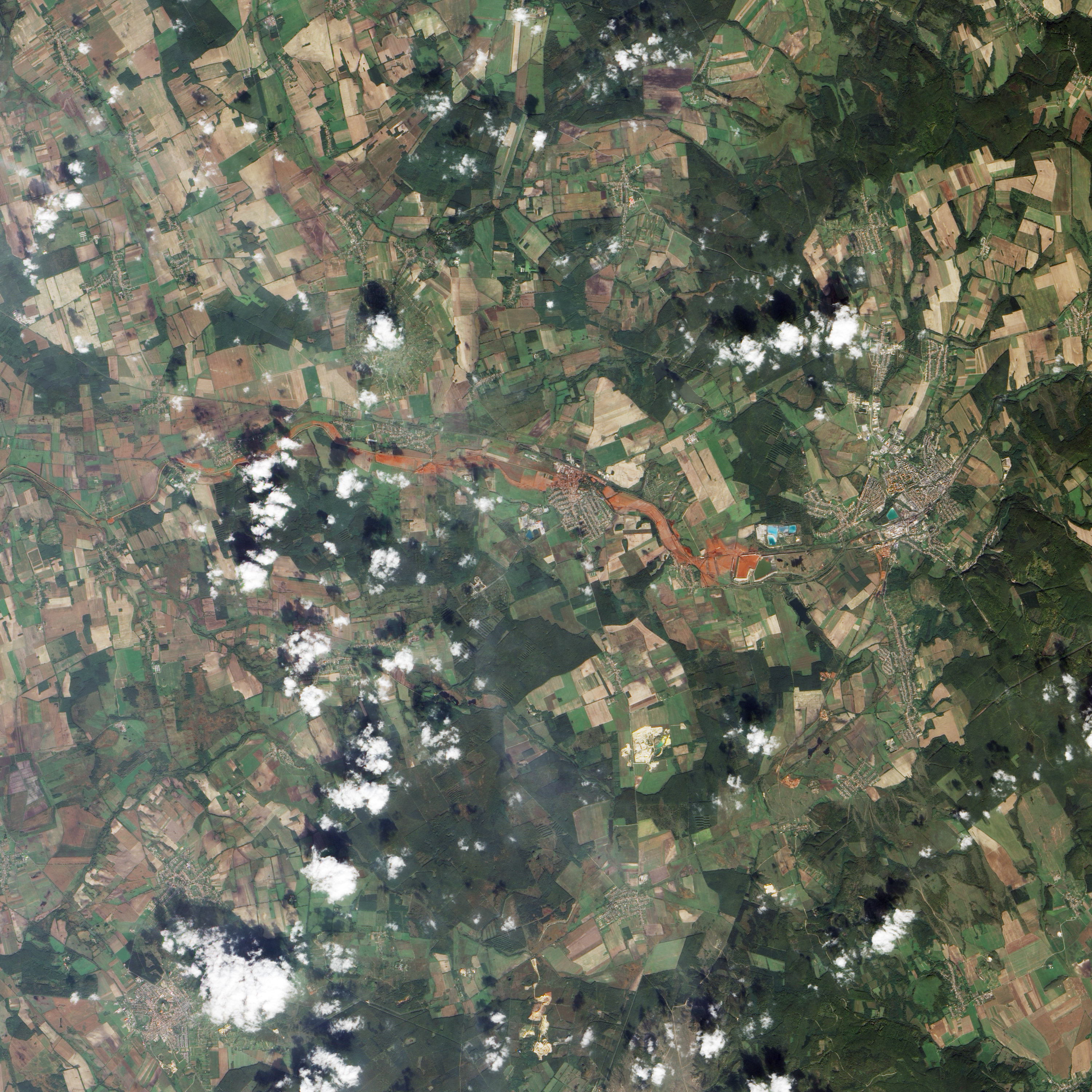
Luftbild der Schlammlawine (9. Oktober 2010)
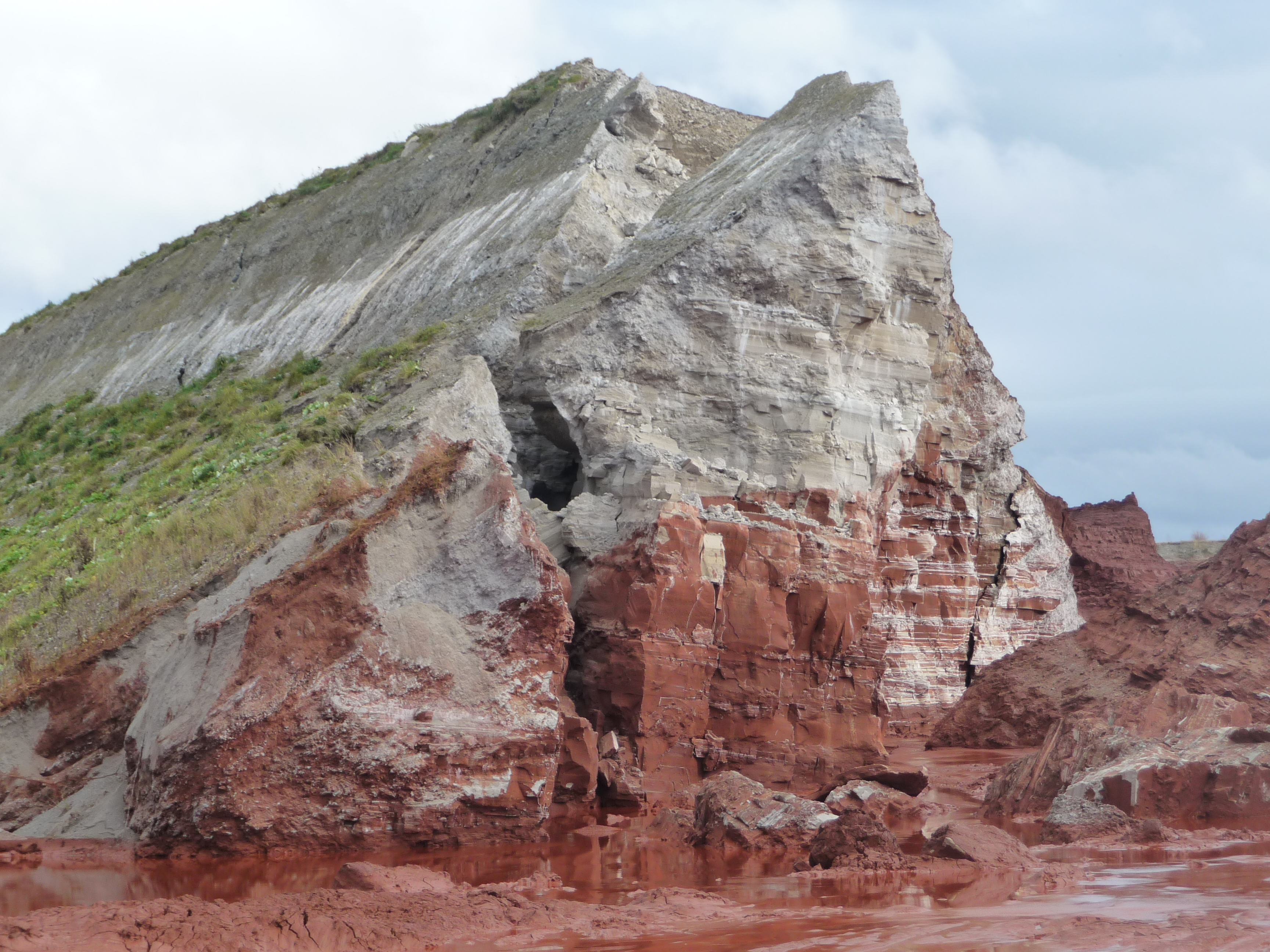
Gebrochene Wand an der Nordseite des Rotschlammbeckens
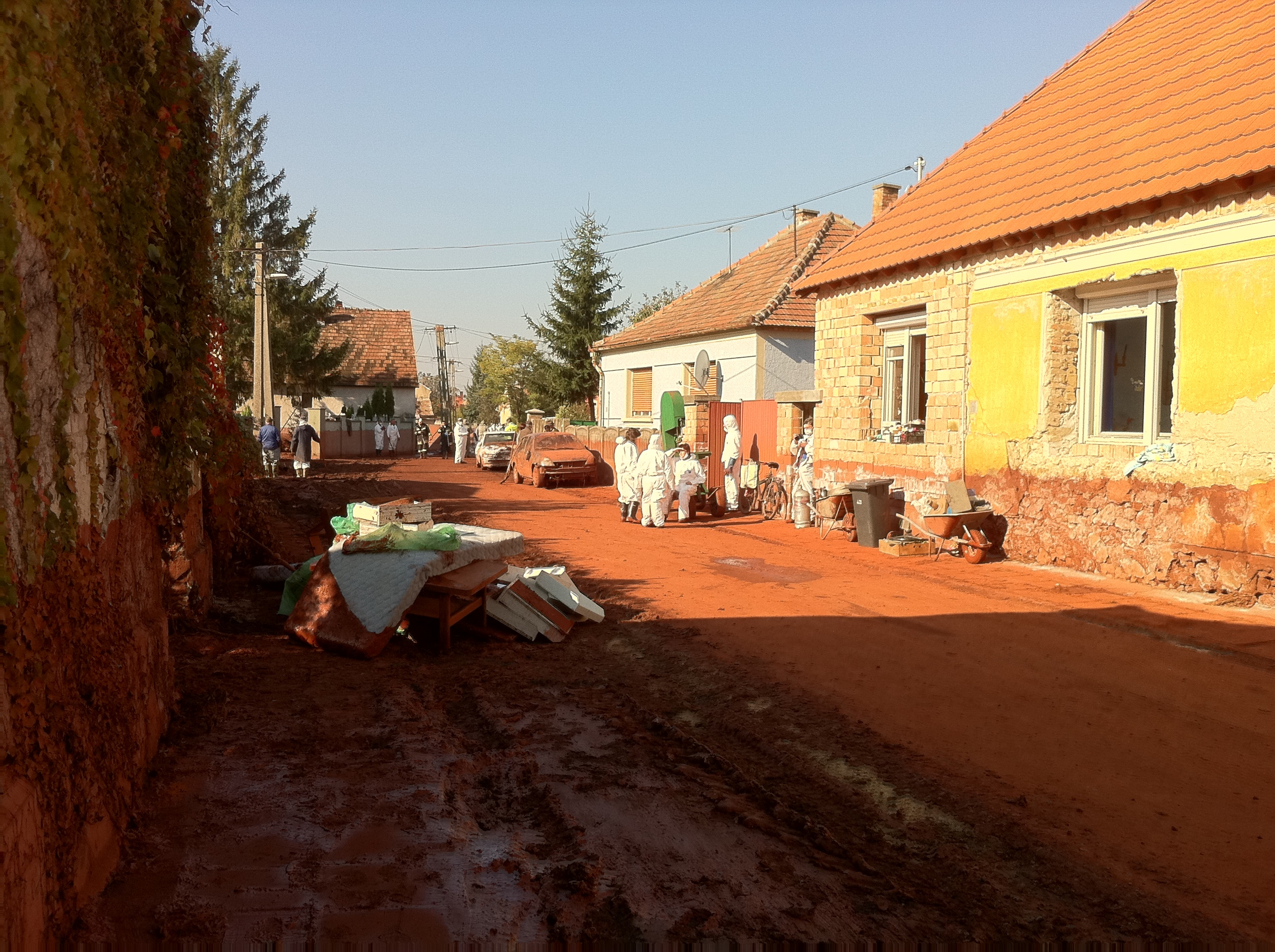
Häuser in Devecser (9. Oktober 2010)
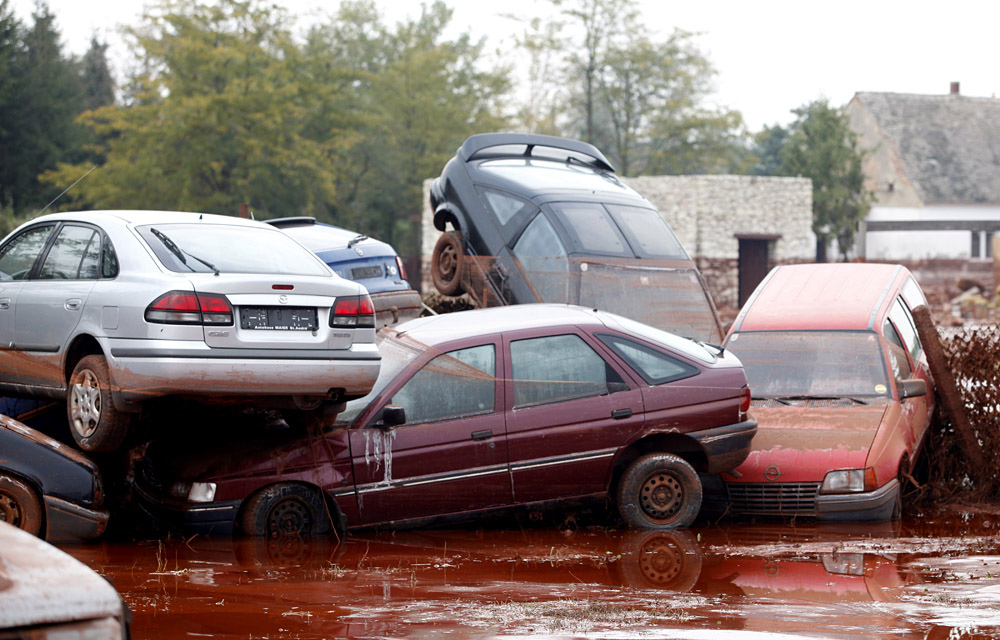
Zerstörte Autos in Devecser (13. Oktober 2010)
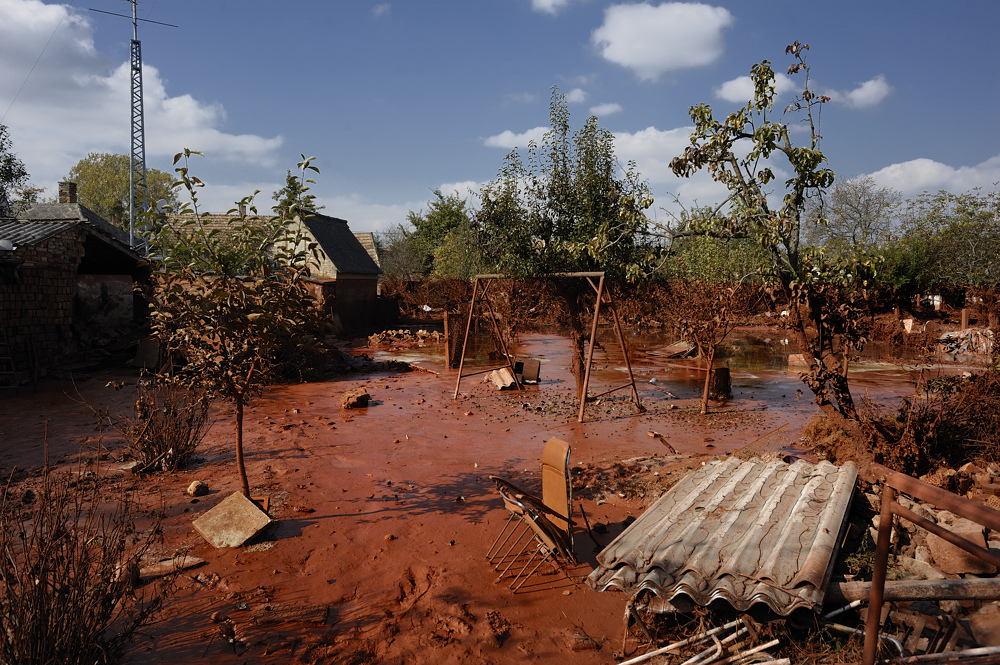
Garten in Devecser (13. Oktober 2010)
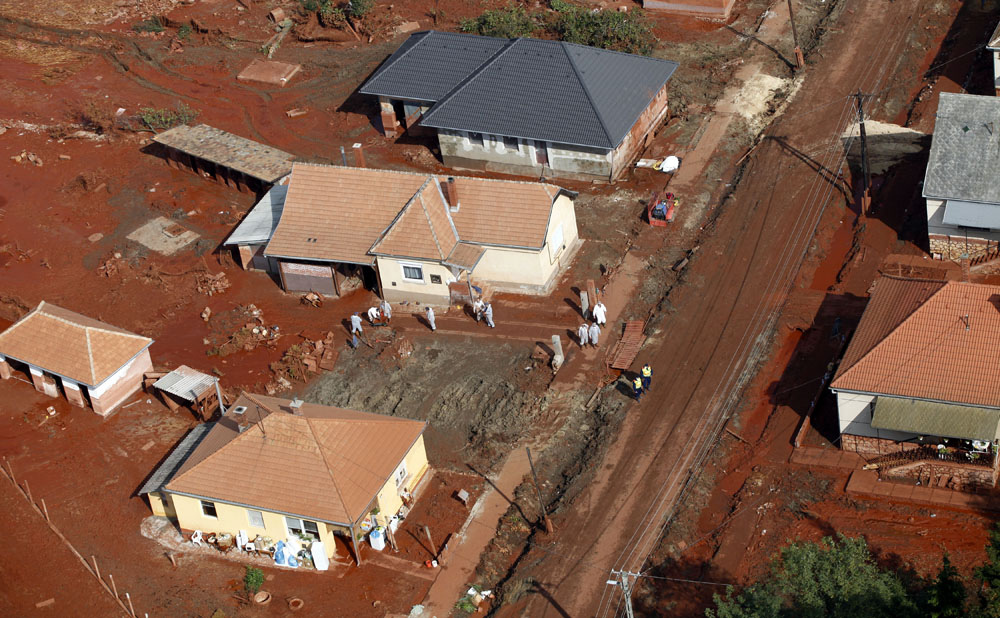
Blick auf Häuser in Devecser (13. Oktober 2010)
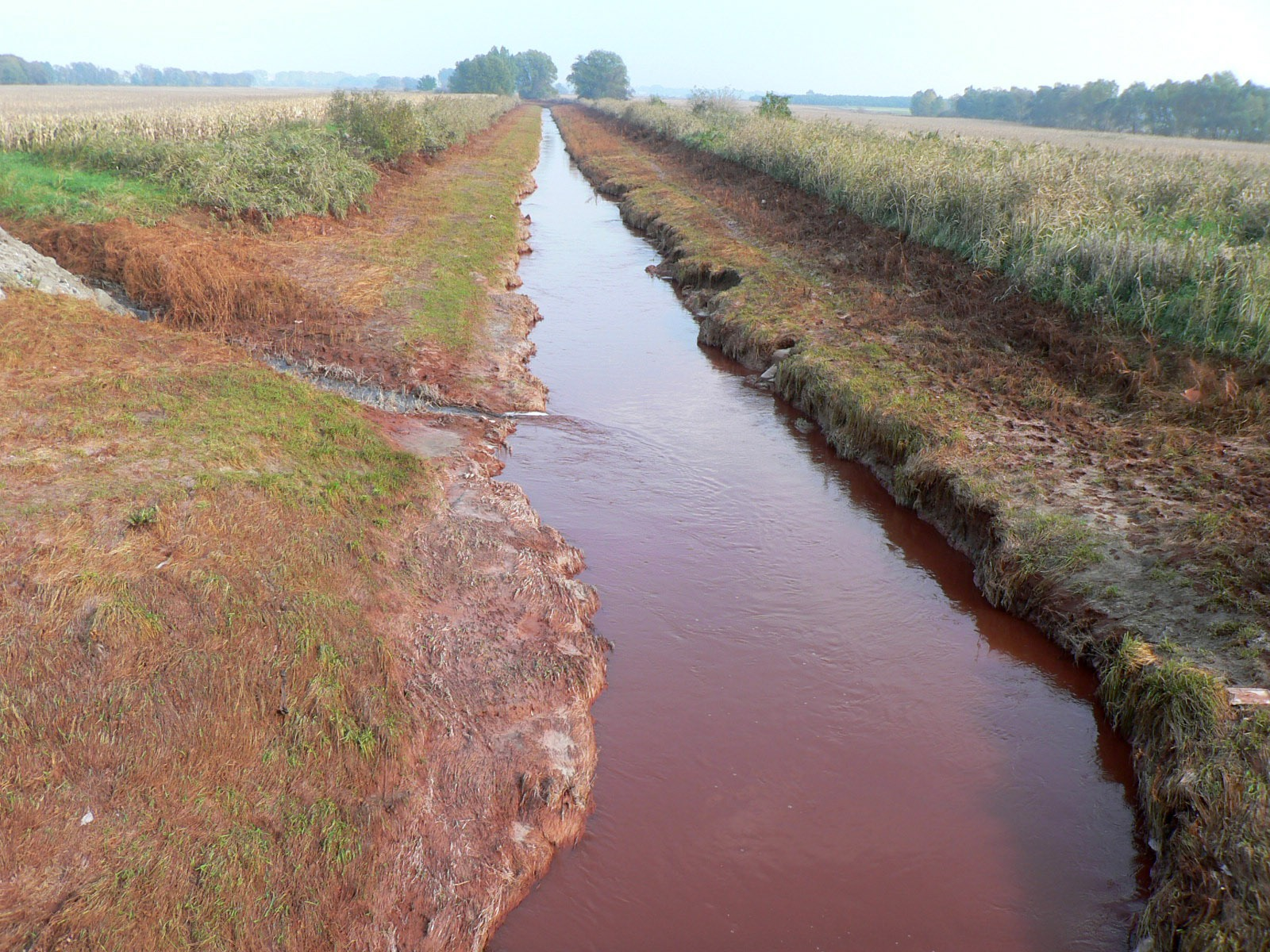
Der Fluss Torna bei Somlóvásárhely  (14. Oktober 2010)